# Попов, Евгений Сергеевич
Евге́ний Серге́евич Попо́в (род. 25 апреля 1976, Красноярск, СССР) — российский бобслеист, участник четырёх зимних Олимпийских игр, победитель Кубка мира 2006/07 в четвёрках, 5-кратный чемпион России, заслуженный мастер спорта России (2008).

## Биография
Первоначально Евгений Попов занимался санным спортом в СДЮСШОР ДСО «Спартак». С 1994 по 1996 год Попов проходил службу в армии, а по окончании срока службы красноярский спортсмен принял решение перейти в бобслей и уже в следующем году попал в сборную России. В 1998 году в составе экипажа-двойки вместе с Олегом Петровым принял участие в зимних Олимпийских играх в Нагано. После двух заездов российский экипаж занимал лишь 23-е место. Заключительные две попытки существенно не смогли повлиять на положение россиян и по итогам соревнований они заняли 21-е место.
Начиная с 2001 г. неоднократный чемпион и серебряный медалист России по бобслею в составе экипажа-двойки (золото 2001—2004, серебро 2005) и экипажа-четвёрки (золото 2002, серебро 2001, 2003—2005)
В 2002 году Евгений выступил на зимних Олимпийских играх в Солт-Лейк-Сити. В соревнованиях двоек партнёром Попова стал Пётр Макарчук. Российский экипаж не смог составить достойную конкуренцию лидерам и занял 15-е место. В соревнованиях экипажей-четвёрок Попов вместе с Макарчуком, Стёпушкиным и Голубевым занял высокое 8-е место, при этом в четвёртой попытке россияне показали 6-й результат.
На зимних Олимпийских играх 2006 года в Турине Попов вновь принял участие в двух дисциплинах. В соревнованиях двоек вместе с разгоняющим Романом Орешниковым Попов занял 18-е место, а в соревнованиях четвёрок стал 9-м.
По ходу сезона 2006/2007 после травмы Александра Зубкова, четвёрка Попова стала первым номером сборной России. Выиграв несколько этапов Кубка мира, Попов во главе экипажа-четвёрки в составе Романа Орешникова, Дмитрия Стёпушкина и Дмитрия Труненкова стал обладателем Кубка мира в зачёте четвёрок. Также, благодаря очкам, набранным в соревнованиях экипажей-двоек, Попову удалось стать победителем и в комбинированном зачёте. В 2007 году Евгению было присвоено звание «Заслуженный работник физической культуры и спорта» Красноярского края.
В 2010 году Евгений Попов выступил на своих четвёртых зимних Олимпийских играх. Травма крестообразных связок помешала Попову выступать в полную силу, но тем не менее российский экипаж смог занять высокое 8-е место. В марте Попов объявил о завершении спортивной карьеры.